# Ikechukwu Uche
Ikechukwu Uche (Lagos, Nigeria, 5 de enero de 1984) es un futbolista nigeriano que juega de delantero. Su hermano mayor, Kalu Uche, también es futbolista

## Trayectoria

### Racing de Ferrol
El primer equipo de fútbol de Uche en España fue el Finestrat, en la temporada 2000-01. Estuvo a prueba durante varios meses en la UD Salamanca, donde los técnicos no podían hacerle contrato por no tener plaza suficiente de extranjeros. En verano de 2001 quedó libre y empezó a jugar en España, en la S.D. O Val de Narón, jugando en las temporadas 2001-02 y 2002-03 un total de 28 partidos ligueros en Segunda División con el Racing de Ferrol, marcando 3 goles. Tras descender a Segunda División B con el club departamental fichó en la temporada 2003-04 por el Recreativo de Huelva, el club decano de España.

### Recreativo de Huelva
Después de tres temporadas jugando con el club onubense en Segunda División (la última de ellas proclamándose Pichichi con 20 goles), debuta en la temporada 2006-2007 (el 22 de octubre de 2006 tras larga lesión) en Primera División frente al Getafe.
Destaca por su rapidez, visión del juego, trabajo en equipo y olfato de gol. Se dio a conocer entre los equipos de Primera División por su gol al Real Madrid (cuyo partido acabó 0-3 en el Santiago Bernabéu) y jugando en el Real Club Recreativo de Huelva, en el que materializó una contra iniciada por un balón que robó Jesús Vázquez en defensa, Sinama Pongolle recibió el balón para asistir a Uche en su propio campo, se fue de Guti, y le hizo un amago al Balón de Oro y campeón del mundial de Alemania 2006, Fabio Cannavaro, que le quebró la cintura y batió desde fuera del área con un tiro raso y ajustado al palo a Iker Casillas.

### Getafe C. F.
En su última visita al Santiago Bernabéu, esta vez vistiendo la camiseta del Getafe, anotó el tanto de la victoria, y único de todo el partido, después de un terrible despiste del Real Madrid, que estaba celebrando un gol de Arjen Robben que no había subido al marcador.
Ese año volvió a marcar al Real Madrid el tercer gol antes del medio tiempo (Getafe C. F. 3-1 Real Madrid), a pase de Juan Ángel Albín, quien firmó un doblete.

### Real Zaragoza
El 18 de julio de 2009 llega a un acuerdo con el Real Zaragoza para las siguientes cuatro temporadas. El Getafe C. F. recibe por el traspaso del jugador unos 5,5 millones de euros.
Debutó con el Zaragoza en un partido disputado el 29 de agosto de 2009 en el estadio de La Romareda contra el Club Deportivo Tenerife, correspondiente a la primera jornada de liga, que terminó con el resultado final favorable al conjunto maño de 1-0.
Durante el transcurso del partido, en el minuto 37, contra el Sevilla F. C. en el Sánchez Pizjuán, se lesionó el 13 de septiembre de 2009, rompiéndose el ligamento cruzado anterior del tercio superior de la rodilla izquierda; permaneció de baja más de seis meses, y tras la vuelta, tres meses después sufrió una rotura del menisco interno en la misma rodilla que había tenido que ser intervenida en la lesión anterior. El 1 de febrero de 2011 fue dado de alta.

### Villarreal C. F.
El 31 de agosto de 2011 fichó por el Villarreal C. F. y fue cedido al Granada C. F. Precisamente marcó su primer gol en el conjunto nazarí al Villarreal C. F., gol que dio la primera victoria al conjunto local después de 35 años sin estar en la máxima categoría del fútbol español. 
En la siguiente campaña regresó al submarino amarillo, que había descendido a Segunda División y que, gracias aparte de su actuación con sus 14 goles, consigue llevarlo de nuevo a Primera División. En la temporada 2013-14 contribuyó con su equipo anotando 14 goles y colocándolo en la sexta plaza. Su última temporada con el Villarreal C. F. fue la 2014-15 la que terminó en la sexta posición en Liga y alcanzó las semifinales de la Copa del Rey. Marcó un total de 8 goles, 6 de ellos en Liga y 2 tantos en Copa del Rey.

### Tigres de la UANL
El 17 de junio de 2015 se anunció su fichaje por el club mexicano los Tigres de la UANL para reforzarse de cara al Apertura 2015 de la Liga MX, Copa Libertadores 2015 y Concacaf liga campeones; teniendo varios problemas físicos y lesiones que no permitieron su debut hasta el 24 de septiembre.
En su primer partido con Tigres en Liga de Campeones marca su primer gol tras 4 minutos en el terreno de juego con una asistencia de Joffre Guerrón. Sin embargo, en ese mismo partido se vuelve a lesionar; y múltiples problemas en la rodilla le impidieron volver a participar en un partido con el equipo. Pese a esto Ricardo Ferretti lo convocó para la final de vuelta contra Pumas donde el equipo logra conseguir el título del Apertura 2015; clasificando a la Concacaf Liga Campeones 2016-17.

### Málaga C. F.
El 1 de febrero de 2016, en el último día del mercado de fichajes de invierno, se anunció su regreso a la Liga española para llevar la camiseta del Málaga C. F., después de su paso por el Tigres UANL.

## Selección nacional
Uche debutó con Nigeria en 2007. Formó parte del equipo que compitió la Copa Africana de Naciones 2008 en Ghana, ayudando a Nigeria a llegar a los cuartos de final. También fue llamado para la Copa Africana de Naciones 2013.
| Selección | PJ | Goles | Periodo   |
| --------- | -- | ----- | --------- |
| Nigeria   | 46 | 19    | 2007-2014 |

### Participaciones en fases finales
| Competición        | Categoría | Sede      | Resultado        |
| ------------------ | --------- | --------- | ---------------- |
| Copa Africana 2008 | Absoluta  | Ghana     | Cuartos de final |
| Copa Africana 2013 | Absoluta  | Sudáfrica | Campeón          |

## Clubes
| Club                        | País          | Año           | Partidos | Goles |
| --------------------------- | ------------- | ------------- | -------- | ----- |
| Racing de Ferrol            | España        | 2001-2003     | 28       | 2     |
| Recreativo de Huelva        | España        | 2003-2007     | 140      | 50    |
| Getafe C. F.                | España        | 2007-2009     | 65       | 13    |
| Real Zaragoza               | España        | 2009-2011     | 18       | 1     |
| Granada C. F. (cedido)      | España        | 2011-2012     | 35       | 3     |
| Villarreal C. F.            | España        | 2011-2015     | 98       | 35    |
| Tigres de la UANL           | México        | 2015-2016     | 1        | 1     |
| Málaga C. F. (cedido)       | España        | 2016          | 3        | 0     |
| Club Gimnàstic de Tarragona | España        | 2016-2019     | 76       | 21    |
| Total carrera               | Total carrera | Total carrera | 463      | 126   |

## Palmarés

### Títulos nacionales
| Título  | Club              | País   | Año  |
| ------- | ----------------- | ------ | ---- |
| Liga MX | Tigres de la UANL | México | 2015 |

### Títulos internacionales
| Título                    | Club (*) | Sede      | Año  |
| ------------------------- | -------- | --------- | ---- |
| Copa Africana de Naciones | Nigeria  | Sudáfrica | 2013 |

(*) Incluyendo la selección.

### Distinciones individuales
| Distinción                                       | Año  |
| ------------------------------------------------ | ---- |
| Máximo goleador de la Segunda División de España | 2006 |